# Kozakken

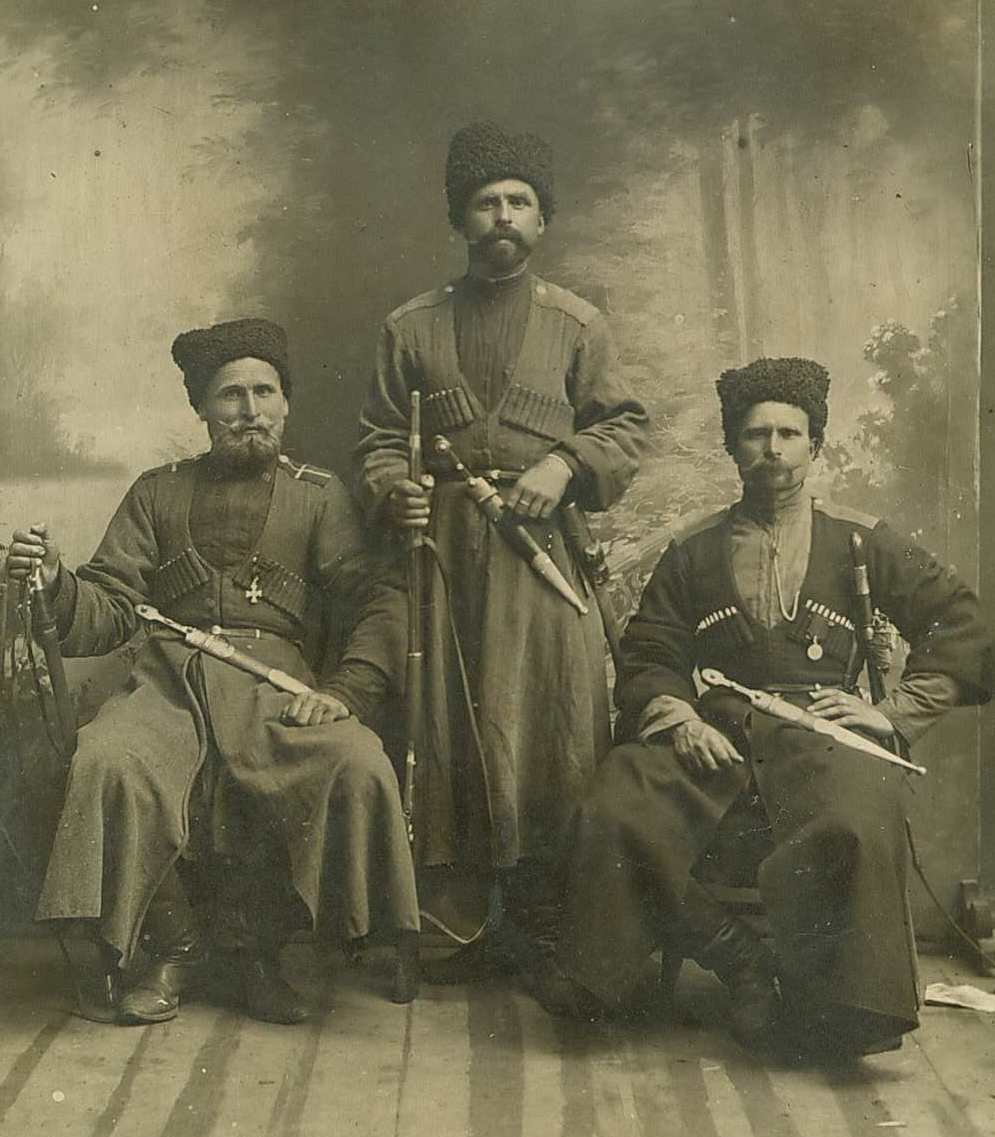
De Kozakken stonden bekend als onverschrokken, trots en onafhankelijk (Foto uit de Eerste Wereldoorlog van Koebankozakken)

De Kozakken (Oekraïens: enkv. козак; Kozak; meerv. козаки; Kozaky, Russisch: enkv. казак; Kazak; meerv. казаки; Kazaki, Pools: Kozak; meerv. Kozacy) zijn een traditionele gemeenschap van mensen die leven in het zuidelijke steppegebied van Oost-Europa en Aziatisch Rusland. Ze staan bekend om hun onafhankelijke levenswijze en militaire vaardigheden, vooral wat betreft hun rijkunsten. De (symbolische) hoofdstad van de Kozakken is sinds 1993 het historische Don-Kozakkencentrum Novotsjerkassk in het zuidwesten van Rusland.

## Etymologie
Het woord 'Kozak' komt van het Turkse woord quzzaq wat "avonturier" of "vrij man" betekent. De term werd het eerst gebruikt in een Russisch document uit 1395.
"Kozakken" (kozacy) was ook de naam voor een soort lichte infanterie in Polen-Litouwen. Deze benaming is echter niet verbonden met enige etniciteit. Kozakken moeten niet verward worden met Kazachen uit Kazachstan.

## Geschiedenis

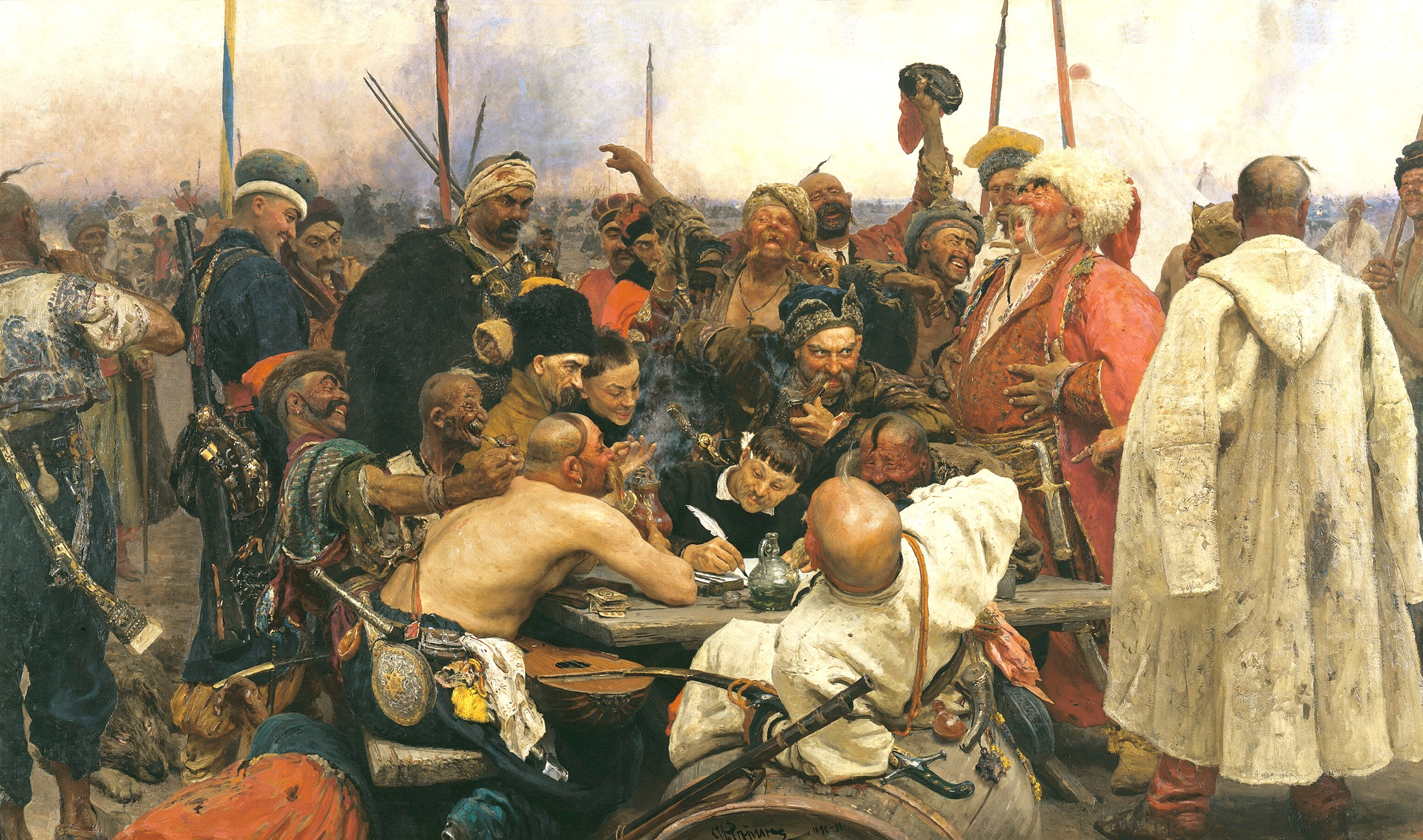
De Zaporozje-Kozakken schrijven de Turkse sultan een brief. Een schilderij van Ilja Repin (1880-1891)

De Kozakken hebben van oorsprong een etnisch gemengde samenstelling, hoewel de Slavische component wel dominant is. Ze zijn vooral bekend geworden als ruiters in het Russische leger. Kozakken bestonden vaak uit lijfeigenen, verarmde edelen, horigen en andere verschoppelingen van de maatschappij die niets meer te verliezen hadden. Ze verlieten het Russische kerngebied en vestigden zich aan de randen van het Russische Rijk, zoals aan de grens met Polen-Litouwen, maar voornamelijk in gebieden die nu deel uitmaken van zuidelijk Rusland en Oekraïne.
Ze vormden hier hun eigen gemeenschappen rondom hun dorpsgemeenschappen, de stanitsa's. De 'gevestigde' Kozakken met een eigen boerenbedrijf leefden hoofdzakelijk van landbouw en veeteelt. Tijdens militaire expedities deinsden ze niet terug voor roof. Paarden vormden een essentieel onderdeel van de kozakkencultuur en hun levensstijl. Het was een echte mannenwereld: in sommige Kozakkenbolwerken werden vrouwen zelfs niet toegelaten.

### Tsaardom Rusland
Er ontstond een zekere stilzwijgende overeenkomst tussen de tsaar en de Kozakken. Die kwam erop neer dat wie eenmaal de Kozakken had bereikt en zich bij hen had aangesloten, niet meer door schuldeisers of edelen kon worden teruggehaald of uitgeleverd ("Van de Don wordt niemand uitgeleverd".). De tsaar liet de roof tijdens militaire operaties toe, zolang dit maar gebeurde in de niet-Russische gebieden (bedoeld werden de islamitische gebieden in het zuiden en zuidoosten). De tsaar zou zich bovendien niet met interne zaken van de Kozakken bemoeien ("Wij zijn slechts gehoorzaamheid verschuldigd aan de tsaar"). Hiertegenover stond dat de autoriteit van de tsaar erkend werd en dat deze in moeilijke tijden een beroep kon doen op de formidabele militaire macht van de Kozakken.

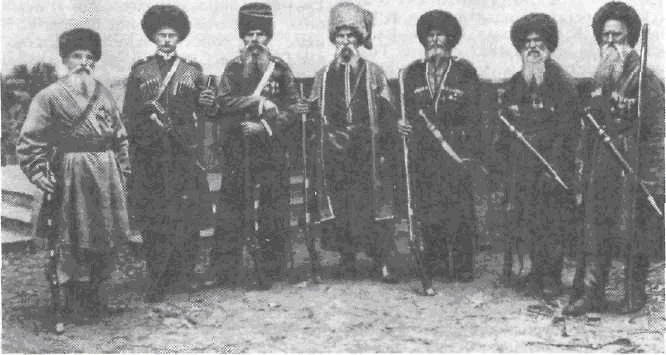
Koeban-Kozakken, eind 19e eeuw. Het uniform en de uitrusting van de Koeban-Kozakken verschilden aanzienlijk van die van de overige Kozakken.

De verhouding van de Kozakken tot de tsaar was een haat-liefdeverhouding. Diverse Kozakkenopstanden braken uit en dreven de Russische legers in het nauw.

#### Opstanden
De bekendste opstanden zijn die van Bohdan Chmelnytsky (Chmelnytsky-opstand, 1648), Stenka Razin (1667-1671), die van Ivan Mazepa (1708-1709) tijdens de Grote Noordse Oorlog (1700-1721) en de opstand onder leiding van Jemeljan Poegatsjov (1773-1774) onder Catharina de Grote.
Lijfeigenen vluchtten massaal naar het grensgebied van de kozakken, toen ze uitgebuit werden door de edelen en hun (vaak joodse) rentmeesters van het Pools-Litouwse Gemenebest. Die uitbuiting verspreidde zich in de 16e eeuw snel door de toegenomen welvaart door de export van graan. Daarbij kwam dat zij hun Russisch-orthodoxe geloof trouw bleven, terwijl hun Kerk werd vervolgd door de Rooms-Katholieke Kerk. Deze druk was toegenomen na de Unie van Brest in 1596 en de oprichting van de Oekraïens-Katholieke of Geünieerde kerk. Kozakken wierpen zich op als bewakers van het orthodoxe geloof, toen de adel merendeels overging tot het katholicisme, omdat dat hun een hogere status gaf binnen het Gemenebest. Vooral de afbraak van de religieuze tolerantie, die eerder het kenmerk was van Polen-Litouwen, leidde tot de groei van het protest en de vereniging van alle elementen, die het orthodoxe geloof trouw bleven.
Wanneer in de buurlanden Kozakken in opstand kwamen tegen het gezag, kregen deze vaak de steun van de tsaar, zoals de protectie van tsaar Alexis tegen Polen in de Unie van Pereslavl (1648), waar een verdrag, of beter protectoraatovereenkomst, gesloten werd tussen de Oekraïense Kozakkenleiders onder leiding van Bohdan Chmelnytsky en de Moskovische staat. Deze zou leiden tot een Pools-Russische oorlog die tot 1667 zou duren, om in dat jaar te resulteren in de vrede van Androesovo. In de aanloop tot deze strijd kreeg de tsaar te maken met grootschalige binnenlandse problemen; met dezelfde Stenka Razin.

#### Napoleontische oorlog
Tijdens de Franse invasie van Rusland in juni 1812 speelden de bereden Kozakken, door hun krijgsvaardigheid en bekendheid met het terrein, een belangrijke rol in het verminderen van de slagkracht van de Grande Armée bij hun aftocht uit Moskou.
De invasie bracht de Kozakken en het keizerlijke regime dichter bij elkaar dan ooit. Door de strijd tegen de gezamenlijke vijand werd de bitterheid die de gewone Kozak was gaan voelen ten opzichte van de eigen elite en de staat verzacht. Kozakken hadden in Europa al eerder deelgenomen aan campagnes tegen Napoleon, maar nu was de strijd op eigen gebied. De Don-Kozakken waren het meest betrokken bij de oorlog, door het grootste aantal deelnemers en de route van de invasie. Ook andere Kozakkenlegers droegen in belangrijke mate bij, maar de Don-Kozakken mobiliseerden hun hele bevolking.
Na de invasie werd er gelijk een militia georganiseerd in alle 16 provincies van Europees Rusland. De Don-Kozakken werden niet opgeroepen, omdat er al zoveel van in dienst waren. Toch mobiliseerde ataman Denisov alle mannen tussen 17 en 55 jaar en in september 1812 waren er 22 regimenten gevormd. Er was geen geld van de regering beschikbaar en alle soldaten betaalden hun eigen uitrusting. Er werden vier andere Kozakkenregimenten aan toegevoegd en begin oktober kwamen ze aan op het hoofdkwartier van generaal Koetoezov.
De ruiters bleven op afstand het verzwakte leger volgen als hyena's die een gewond dier beloeren, doemden plots op uit het niets en schakelden via kortdurende aanvallen delen van het leger uit, om dan weer uit het gezichtsveld te verdwijnen. Daarbij spaarde men de aanvoer- en communicatielijnen niet. De Kozak beroofde en doodde niet alleen meedogenloos de gewonde of achtergebleven soldaten, maar zorgde voor angst en ontreddering. Deze voortdurende bedreiging kwam neer op psychologische oorlogsvoering. De reguliere Kozakken, eerder verbonden met irreguliere troepen uit de Don en de Koeban, rukten met de geallieerden, via Oost-, Centraal- en West-Europa tot in Parijs op. Onderweg speelden ze een hoofdrol in de Volkerenslag bij Leipzig en in de bevrijding van de door de Fransen bezette delen van Duitsland en Nederland.

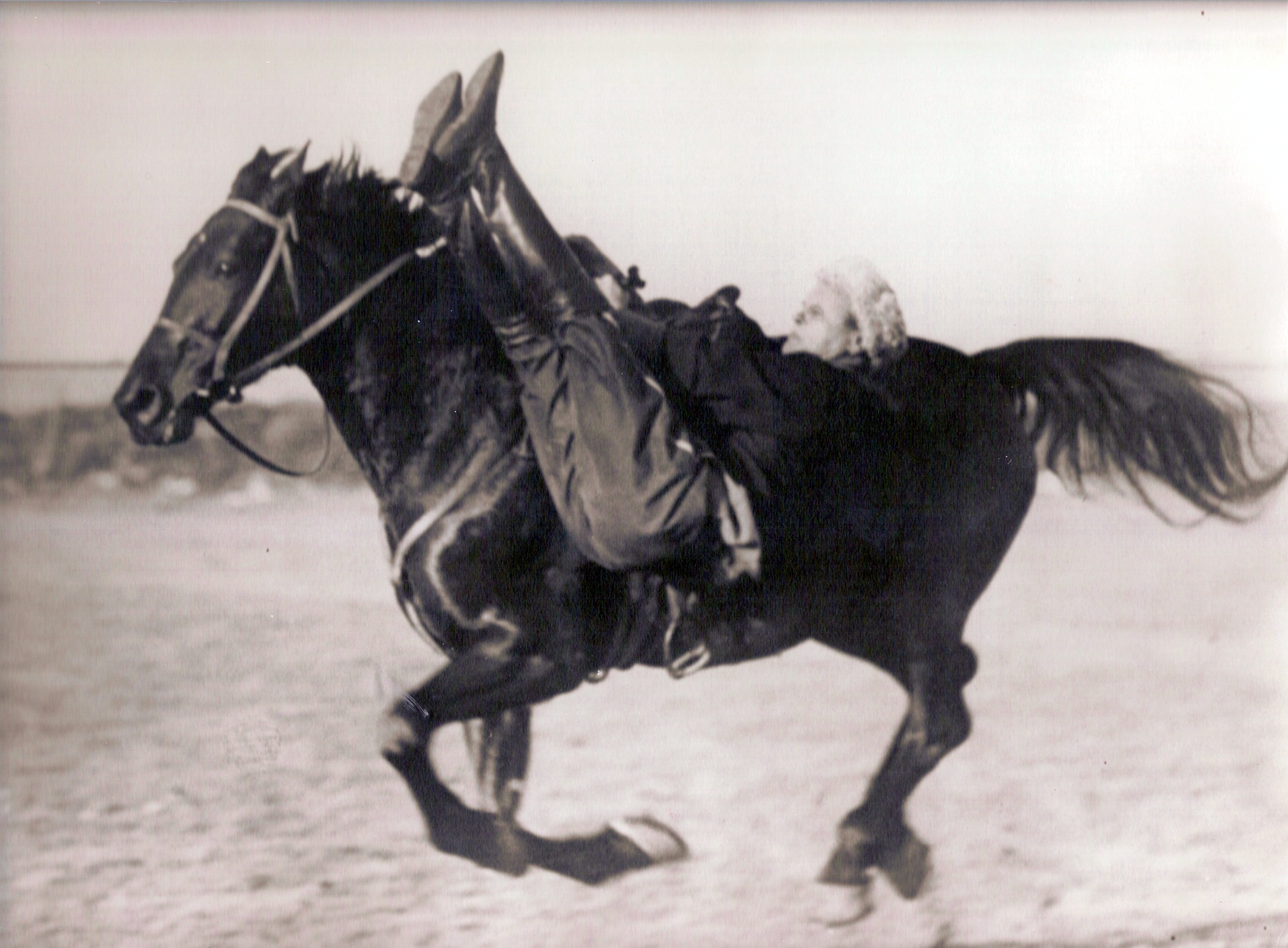
Een typische Kozakken-exercitie te paard

In Parijs riepen de Kozakken niet bij iedereen sympathie op, zeker niet onder de verslagen Franse militairen. François Dumonceau van de Lansiers van Berg omschreef ze als volgt: "Met kleren en hoofddeksels van allerlei snit, geen spoor van een uniform, sjofel en smerig, met hun armetierige, broodmagere paardjes met ongekamde haren, de nek uitgestoken en het hoofd naar de grond gericht, alleen een simpele trens als tuig, en gewapend met een ruwe lange paal met in de punt een soort spijker, ogenschijnlijk ordeloos door elkaar krioelend, deden deze Kozakken me denken aan wriemelend ongedierte." De piek van de Kozak, waarmee het slachtoffer werd gespietst, had een dunne, ronde punt, waarmee hij alleen kon steken en geen pees of spier kon doorsnijden, zodat een verwonding niet ernstig was zolang er geen vitaal orgaan werd geraakt. De Kozakkenaanvoerder tegen Napoleon was de legendarische ataman Matvej Platov, die door de tsaar voor zijn militaire verdiensten in de adelstand verheven werd.
De Kozakken hadden door hun rol in de overwinning op Napoleon een enorme reputatie opgebouwd en werden overal voor feesten uitgenodigd. Ze vergezelden tsaar Alexander I naar Engeland in 1814 waar ze met name erg populair waren bij de Londense bevolking. De Kozakken waren compleet gerehabiliteerd in de ogen van de keizerlijke elite van Rusland en er was een nieuwe, mythische verhouding ontstaan tussen de keizerlijke dynastie en de Kozakken. De Kozakken en de tsaar hadden nooit zo dicht bij elkaar gestaan en deze relatie bleef zich ontwikkelen onder Alexanders opvolgers. In 1827 verzon tsaar Nicolaas I de titel 'ataman van alle Kozakkenlegers' voor zijn zoon en opvolger Alexander. Daarna bleef dat een titel voor elke tsarevitsj. Er werd een mythologie ontwikkeld als zou er vanouds een unieke band hebben bestaan tussen de tsaar en de Kozakken.

#### Eerste Wereldoorlog
In de Eerste Wereldoorlog werd 12,5 % van de volwassen, mannelijke Kozakkenbevolking gemobiliseerd ten opzichte van 4,2 % van de niet-Kozakkenbevolking. Ze leverden een buitenproportioneel aantal manschappen. Ze maakten in 1913 2,4 % van de bevolking in het keizerrijk uit en leverden ongeveer 368.000 man. De Don en Koeban leverden daarvan elk 100.000 man.

### Russische Burgeroorlog
In de Russische Burgeroorlog (1917-1922) steunde de overgrote meerderheid van de Kozakken de Witten, die deelnam aan militaire operaties tegen het Rode Leger, de strijdmachten van het bolsjewistische bewind.
De Don- en Oessoeri-Kozakken weigerden de machtsovername van de bolsjewieken te erkennen. Met propaganda probeerden de bolsjewieken de Kozakken onderling te verdelen: hun leiders werden weggezet als instrumenten van het 'internationale kapitaal'. Door het Verdrag van Brest-Litovsk in maart 1918 kwamen Oekraïne, de Baltische staten, en grote delen van het Don-gebied onder Duitse bezetting. Al hadden de Duitsers er alles aan gedaan om de bolsjewieken in 1917 in het zadel te helpen, waren ze erop gebrand de bolsjewieken uit al de door hen beheerste gebieden te werken. De Don-Kozakken wisten een leger van 40.000 man in het veld te brengen, onder ataman generaal Krasnov. In de zomer en herfst van 1918 werd er zwaar gevochten in de gebieden van de Kozakken. Door uitputting en demoralisatie vroegen groepen Kozakken om een wapenstilstand in ruil voor beloften de manier van leven van de Kozakken te respecteren en hen goed te behandelen. Toen die groepen zich van het front op de Don terugtrokken moest het overige Kozakkenleger zich zuidwaarts terugtrekken. Het Rode Leger trok op naar de hoofdstad van de Don-Kozakken, Novotsjerkassk en kon de thuislanden van de Kozakken innemen.

#### Genocide
Nauwelijks een jaar aan de macht besloten de bolsjewieken dat met de Kozakken moest worden afgerekend als een onderscheiden groep door hun cultuur en levenswijze te vernietigen of door hen fysiek uit te roeien. Wat volgde was een genocide op de Kozakken. Op 24 januari 1919 bracht het Orgburo een geheim rondschrijven uit aan alle militaire en Tsjeka-organisaties in de ingenomen gebieden van de Kozakken. Daarin stond dat het uitroeien van de bovenlagen van de Kozakken tot de laatste man het enige juiste beleid was om het probleem met de Kozakken op te lossen. Er diende 'massaterreur' te worden toegepast op de welvarende Kozakken tot de laatste man en op alle Kozakken, die indirect of direct met de strijd tegen de Sovjetmacht waren betrokken. Ook moest al het graan worden geconfisqueerd en 'nieuwe armen' in de gebieden worden gevestigd. Er werden 'revolutionaire tribunalen' opgericht om Kozakken te selecteren en uit te roeien. Al in een paar weken werden er 8000 Kozakken in het boven-Don-gebied geëxecuteerd. In de Oeral werden er ook duizenden neergeschoten. Door het inpikken van graan zouden overlevenden de hongerdood kunnen sterven en compleet afhankelijk worden van de staat. Het binnen brengen van duizenden armen die geen Kozak waren zou de economische basis van de levenswijze van de Kozakken verwoesten en een hen vijandige bevolking scheppen, zodat de Kozakken permanent zouden zijn onderworpen. Daarbij begon de staat te experimenteren met de deportatie van Kozakken. Eind 1920, onder Lenin, werden duizenden Terek-Kozakken gedeporteerd.

#### Mars op Moskou
De Kozakken waren teruggedrongen na vijf jaar strijd, echter nog niet verslagen. In 1919 leidde een opstand van begin maart in Vesjenskaja Stanitsa tot de 'Mars op Moskou' in de zomer van dat jaar. Krasnov onderwierp zijn Don-Kozakkenleger aan het anti-bolsjewiekenleger van Denikin. Kozakken maakten de overgrote meerderheid van dit gezamenlijke leger uit. Aanvallen van de generaals Mamontov van de Don-Kozakken en Sjkoero van de Koeban-Kozakken werden legenden van de burgeroorlog. Militairen van het Rode leger die in Kozakkenhanden vielen, hoefden niet op een coulante behandeling te rekenen. Rode officieren werden met lasso's over de grond gesleept door ruiters, net zo lang tot ze dood waren.
In oktober begon het tegenoffensief van de bolsjewieken en de Witten werden teruggedrongen. De vojskas (legers) van de Kozakken vielen begin 1920 ineen.
De steun aan de Witten werd hen door de Sovjets niet in dank afgenomen en er volgden grootschalige vergeldingsacties, waarbij de Kozakken ontmanteld werden en de Kozakkencultuur onderdrukt werd. Het aantal Kozakken daalde van een geschat aantal van 11 miljoen tot 140.000 (census 2002).

#### Diaspora
Tienduizenden Kozakken van de Oeral, Orenburg en Verre Oosten trokken naar de grens met China, terwijl die van de Don, Koeban en Terek naar Europa emigreerden. Vandaar werd soms verder naar Brazilië, de Verenigde Staten en Australië geëmigreerd. Het merendeel van de bannelingen, ongeveer 50.000 Kozakken, vertrok november 1920 van de Krim, 28.000 van de Don en 18.000 van de Koeban. Ze stonden tot maart 1921 onder Franse bescherming in Turkse kampen en op eilanden in de Egeïsche Zee (met name Lemnos). In 1922 werd het hun toegestaan naar Bulgarije, Joegoslavië en Tsjechoslowakije uit te wijken. De meeste Don-Kozakken gingen naar Bulgarije en die van de Koeban trokken naar Servië. Belgrado en Praag werden belangrijke centra van de Kozakken-diaspora.

### Collectivisatie en dekoelakisatie
In 1922 beleefden de gebieden van de Kozakken van de Noord-Kaukasus, de Oeral en Siberië een van de grootste hongersnoden van de Europese geschiedenis. Door voedselschaarste stierven honderdduizenden dieren. In Stavropol werd gemeld dat 500.000 mensen, waaronder kinderen, onder de boerenbevolking aan het sterven waren en in de 1e Don-okroeg 475.900, waarvan 75.000 kinderen. Er kwam kannibalisme voor en epidemische ziekten verspreidden zich. In de Kozakken-stanitsa's van de Oeral was er een stervenspercentage van 30-40 % van de bevolking.
Tussen 1922 en 1925 werd er een amnestie afgekondigd en mochten 'emigrés' terugkeren, waarna 30.000 Kozakken terugkwamen. Kozakken konden zelfs weer deelnemen aan het Rode Leger.
In de Noord-Kaukasus werd voor het eerst een 'complete Collectivisatie' uitgevoerd. Kozakken moesten onder intimidatie 'vrijwillig' hun land en levende have afstaan en deelnemen aan het collectieve boerenbedrijf (kolchoz). De Koeban-Kozakken werd verstaan gegeven dat ze anders naar de Solovetski-eilanden gingen, een van de meest beruchte kampen van de Goelag. Jozef Stalin wachtte de tegenstand niet af en gaf 7 november 1929 het bevel tot de 'liquidatie van de koelakken' (rijke boeren). Wat volgde was de 'dekoelakisatie' van de boerenbevolking, die in golven tot in 1933 werd uitgevoerd. Elk gebied kreeg een minimum-quotum aan koelakken, die gearresteerd moesten worden en met hun families gedeporteerd. Twintigduizend huishoudens moesten als eersten uit de Noord-Kaukasus, het hart van de voormalige Kozakkengebieden, worden gedeporteerd. Er was een uitgebreide definitie van wat onder een koelak werd verstaan en er was nauwelijks een Kozak die niet onder de een of andere categorie viel.
In de periode 1932/3 werden er alleen al uit de Koeban meer dan 100.000 mensen gedeporteerd, waaronder een groot aandeel Kozakken. In 1932 was er een nieuwe hongersnood. In 1933 verbood Stalin hongerende mensen hun heil elders te zoeken. Ook mocht er geen hulp van buitenaf komen. Tussen juni 1932 en december 1933 stierven er ten minste 350.000 mensen of 4 % van de bevolking van Noord-Kaukasus van honger of aan honger gerelateerde ziekten.
Maar toen er een internationale oorlog dreigde werden de 'oude Kozakkentradities' weer van stal gehaald en werden er vanaf februari 1936 weer Kozakkendivisies voor het leger opgericht. Tijdens de 'Grote Terreur' van 1937 werden met name Kozakkenofficieren in het Rode Leger en emigranten hard geraakt. Op basis van een verordening van juli 1937 tegen met name de Kozakken-Witten-opstandelingen werden er meer dan 500.000 opgepakt, waarvan er 1 januari 1938 239.252 waren neergeschoten.

### Tweede Wereldoorlog
Na de invasie werden er Kozakken-cavaleriedivisies opgericht uit Noord-Kaukasus, Oeral en Orenburg. Die waren verbazingwekkend effectief aan het Oostfront. De Kozakkengarde nam deel aan alle grote veldslagen, waaronder in Moskou, Stalingrad en Berlijn.
Tijdens de Tweede Wereldoorlog vochten veel geëmigreerde Kozakken in eigen eenheden aan Duitse zijde om wraak te nemen op het regime en eigen gebied weer, onder Duits protectoraat, in handen te krijgen. De anti-Sovjet-Kozakken trokken zich uiteindelijk terug met de Duitsers, verbleven in Noord-Italië en gaven zich in 1945 in Lienz aan de Britten over.
Stalin eiste van de Britten dat alle Sovjetburgers werden overhandigd, waaronder ook duizenden Kozakken die waren vertrokken aan het eind van de burgeroorlog. De Britten waren zich ervan bewust wat hun lot in de goelags zou zijn, maar gingen toch akkoord met Stalin. Helden van de burgeroorlog zoals Don-ataman Pjotr Krasnov en de Koeban-cavalerieleider generaal Sjkoero werden naar Moskou gebracht, berecht en geëxecuteerd.

## Huidige situatie
Na het uiteenvallen van de Sovjet-Unie begon de Kozakkencultuur aan een wederopstanding in Rusland en Oekraïne. Kozakken vestigden zich in gebieden en landen in de Kaukasus, Siberië en de Baltische staten, om daar de etnische Russen te beschermen tegen vervolging door andere etnische groepen en om de orde te handhaven, die vooral in het begin van de jaren negentig in sommige gebieden (waaronder voormalige Sovjetrepublieken) soms te wensen overliet. De Kozakken zijn ook actief in de beveiliging van de zakenwereld. Zo beschermen ze in Sint-Petersburg met hun bedrijf Nevoskif een groot deel van de bedrijven in de stad. Zelfs de Russische maffia van de stad (de Tambov) vreest hen.

## Gemeenschappen
Kozakken worden vaak genoemd naar de regio of rivier waar ze 'van oorsprong' vandaan komen. Hier bevonden (en soms bevinden) zich hun gemeenschappen. De legereenheden van Kozakken werden Kozakken-legioens genoemd en waren vaak gelijk aan de naam van de gemeenschap. Door de geschiedenis heen bestonden de volgende gemeenschappen in de grensgebieden van het Russische Rijk (tussen haakjes de rivier of regio waarnaar ze vernoemd zijn):
- Zaporozje-Kozakken (uit Zaporizja aan de Dnjepr, geschiedkundig de oudste groep) 15e eeuw -
- Don-Kozakken (de rivier de Don) - grootste legioen
- Siberische Kozakken (Siberië) 1582-
- Koeban-Kozakken (de rivier de Koeban) - ontstaan uit Zaporozje-Kozakken (uit Zaporizja) eerst 1787 Zwarte Zee-Kozakken genoemd, later verplaatst naar Koeban waardoor huidige naam ontstond)
- Terek-Kozakken (de rivier de Terek)
- Astrachan-Kozakken (stad Astrachan) - ontstaan uit overblijfselen van de Wolga-Kozakken rond 1750
- Oeral-Kozakken (de rivier de Oeral) vroege 17e eeuw -
- Orenburg-Kozakken (Orenburg) 1755 - ontstaan uit Oeral- en Siberische Kozakken
- Semiretsje-Kozakken (Zevenstromenland - nu zuidoostelijk Kazachstan en noordoostelijk Kirgizië) - ontstaan uit Siberische Kozakken in 1867, rond Verny
- Baikal-Kozakken (uit het Trans-Bajkallegioen; ten oosten (trans=over) van het Baikalmeer) - hieruit ontstonden de Amoer-Kozakken en Oessoeri-Kozakken
- Amoer-Kozakken (de rivier de Amoer). Een deel van deze Kozakken werd rond 1683 gevangengenomen door Mantsjoes of deserteerde en vestigde zich in Peking. Zij kregen de naam Albaziners.
- Oessoeri-Kozakken (de rivier de Oessoeri)[2]
- Jenisej-Kozakken (uit Krasnojarsk en Irkoetsk aan de Jenisej)